# عبيدة (القيروان)
عَبِيدَة قرية تقع بمعتمدية الشبيكة بولاية القيروان من الوسط التونسي. ترقيمها البريدي هو 3183، وهي مركز عمادة.
1. ↑  "المناطق الترابية (العمادات) حسب الولايات والمعتمديات". اطلع عليه بتاريخ 2024-11-30.